# Netlock
Unter Netlock (engl., wörtlich etwa Netz-Sperrung) versteht man die Beschränkung der Verwendung eines Mobilfunkgerätes auf das Mobilfunknetz eines Mobilfunkanbieters. Im Gegensatz zum SIM-Lock kann das Handy unabhängig von der eingesetzten SIM-Karte nur in dem ursprünglich vorgesehenen Netz genutzt werden. Ein Wechsel des Funknetzes ist also auch bei einem Wechsel der SIM-Karte nicht möglich. Der Anbieter sichert mit dem Netlock die Umsätze im eigenen Netz und damit die Amortisation des zusammen mit der SIM-Karte unter Einstandspreis verkauften Handys.
Technisch wird der Netlock durch die Software des jeweiligen Handys in der Konfektionierung vor der Auslieferung durch das Aufspielen eines sogenannten Customerfiles vorgenommen. 

## Entsperrung
Die Entsperrung kann nach Ablauf einer vertraglich festgelegten Frist (meist 24 Monate) kostenlos oder innerhalb dieser Frist gegen eine Gebühr beim jeweiligen Service Provider oder Netzbetreiber beantragt werden.
Dieser teilt dem Kunden dann den Entsperrcode mit. Mit diesem kann man das Gerät dauerhaft entsperren und dann mit beliebigen in- und ausländischen SIM-Karten betreiben.